# Kasa no Iratsume
Kasa no Iratsume, en japonés 笠郎女 conocida también como Lady Kasa, fue una poetisa japonesa de poesía waka del siglo VIII d. C. Su nombre hace pensar que era hija de Kasa no Nakamura. Hay pocos datos respecto a su biografía. Si bien se sabe que fue una de las amantes de Ōtomo no Yakamochi a quien dedicó los 28 poemas que le sobrevivieron y los cuales él mismo compiló en el Man'yōshū. Su estilo, ingenioso e intenso para unos, apasionado para otros, e incluso descrito como erótico, influyo notablemente en escritoras posteriores del siglo IX y X notablemente en Izumi Shikibu y Ono no Komachi.
| Romanización                                                                         | Traducción libre                                                                    |
| ------------------------------------------------------------------------------------ | ----------------------------------------------------------------------------------- |
| Tsurigi tachi Mi ni tori sou to Ime ni mitsu Nani no satoshi zomo Kimi ni awamu tame | Soñe que sostenía una espada contra mi carne, ¿Qué significaba? Que pronto te veré. |